# Шевченкове (Івано-Франківський район)
Шевче́нкове (раніше — Святий Станіслав) — село Івано-Франківського району, Івано-Франківської області. Входить до складу Галицької міської громади. 
У селі збереглась унікальна пам'ятка давнини — церква святого Пантелеймона, що вважається найстарішою в Західній Україні.

## Розташування
Село розташоване на правому березі річки Лімниці біля місця її впадіння у Дністер, на високому пагорбі, що в народі носить назву Виноградна гора. 
Відстань до центру громади - 3 км.
До села веде автодорога, що є відгалудженням автошляху Галич - Сівка-Войнилівська.
З 2020 року село Шевченкове входить до Галицької міської громади, Івано-Франківської області.

## Історія
Давня назва місцевості - Святий Станіслав. Ім'ям цього святого (католицький єпископ Станіслав Щепановський канонізований у XIII ст.) титулувався монастир, що стояв на вершині Виноградної гори. 
Археологи виявили в Шевченковому два місця, де стояли житла русичів - це урочища Городище, де знаходиться церква святого Пантелеймона, та Над Криницею. Також є розкопані вали та рови навколо храму датовані XIII ст. 
Історія села Святий Станіслав значною мірою пов'язана із руським храмом на Виноградній горі. В середині XIV ст. його переосвячено у костел. Деякий час він служив за тимчасову катедру католицького архиєпископа. Згодом на землі біля храму утворився невеликий хутір, часто на цій землі за певну оплату галицькі міщани випасали худобу. Близько 1575 року костел і хутірець були зруйновані татарами і чверть століття стояли пусткою.
В 1596 році король Речі Посполитої Сигізмунд III передав зруйнований храм римо-католицьким ченцям, які відбували церкву і заснували Галицький монастир святого Хреста ордену францисканців. А у 1611 році  галицький староста Станіслав Влодек подарував францисканцям близько 170 моргів поля на землях біля Виноградної гори. Для його обробітку монахи поселили кілька селянських сімей. Згодом тут виникло село, жителі якого працювали на монастирській землі.
Під час походу на Галич турків 1676 р, монастир та населений пункт частково зруйнував Ібрагім Шайтан-Паша. Відновлювався монастир на кошти пізніше похованих в ньому світських осіб та церковних діячів - шляхтичів Ієроніма Чарнковського та Михайла Понятовського, галицького війта Куличковського, галицького віце-нотаріуса Балтазара Петлінського та інших.
Починаючи з XVII століття найбільша земельна власність у селі належала монахам францисканцям. Правда, вже на початку XVII галицькі міщани судились за право на цю землю з ченцями. Про це повідомляють численні судові справи, що тягнулися упродовж XVII-XVIII століть.
У 1777 р. Святий Станіслав уже складався з десяти хат, у яких мешкало 47 осіб. Із цього часу село постійно згадують переписи населення Стрийського циркулу: за 1780 р., 16 червня 1786 р., 31 травня 1787 р. Він значиться в переліку поселень Стрийського циркулу від 28 липня 1788 р., переписі населення 1808 р. та ін. Зокрема, 1780 р. Святий Станіслав нараховував 10 хат з населенням 56 осіб, а 1808 р. – 17 хат, у яких проживало 19 родин загальною кількістю 93 особи.
У Йосифінській метриці 1788 році вказується, що на той час селу належало 9 нив (119 моргів) поля.
Великої шкоди місцевості завдала пожежа 1802 року під час якої згоріли костел, монастир і багато цінних документів.
1915 року село Святий Станіслав і костел відвідав майбутній імператор Австро-Угорщини Карл I.
Під час Першої Світової війни населений пункт був наполовину зруйнований.
У 1918-1939 рр. село входило до міської гміни Галич Станіславського повіту.
У 1920-1930-х рр. в селі діяли польські товариства:
- Союз стрілецький ( заснований в 1936 році)
-Стража пожарна добровольна (заснована 1928 року)
У 1930 році був встановлений пам'ятний хрест на честь поселення поляків-колоністів в селі.
На 01.01.1939 в селі проживало 540 мешканців, з них 290 українців-греко-католиків, 230 українців-римо-католиків і 20 поляків.
16 липня 1940 р. с. Святого Станіслава радянські окупанти перейменували на с. Шевченкове.
Населений пункт був окупований нацистами 2 липня 1941 року.
Радянські війська увійшли в село 24 липня 1944 року. За співпрацю з ОУН та націоналістичну діяльність 4 родини комуністи депортували в Сибір. А у кінці 1940 рр. сюди переселили 5 українських родин із Польщі, натомість поляків депортували в Польщу.  
З 1945 по 2020 рік село входило в Галицький район. Радянська анексія характеризувалась боротьбою червоних окупантів з релігією та культурною спадщиною. Костел і монастир тривалий час після війни перебували закинутими і в руїні. У 1960-х роках церкву перетворили на склад «релігійної атрибутики», звезеної сюди з закритих радянською владою костелів і церков. Відтак, тут зберігалися твори мистецтва серед яких були і скульптури Йогана-Георга Пінзеля. Згодом і францисканський монастир зруйнували, а будівельні матеріали використали для побудови сільгосптехніки у сусідньому селі Залуква. 
У післявоєнні роки у селі створили колгосп імені Шевченка. Колгоспне господарство складалося із декількох частин, розташованих на території всього села. Була ферма, на якій тримали свійську птицю у приміщенні, яке знаходилось біля монастиря. У цей же час на північних схилах гори, почалося насадження фруктового саду. Пізніше поблизу урочища Спаське побудовано цегельний завод.
До 1970 року в селі діяла початкова школа. 
У 1970-х роках в східній околиці села почалося будівництво водоканалу, що досі функціонує та забезпечує м. Галич, с. Шевченкове та частину с. Залуква питною водою.
14 квітня 1991 року село і храм відвідував кардинал УГКЦ Мирослав Іван Любачівський.
Після здобуття Україною незалежності життя села зазнало істотних змін. Проведено газифікацію села, прокладено асфальтне покриття. Землі Шевченкового були передані агрофірмі «Дністер» (колишній колгосп ім. І. Франка).
У 2019 р. в криптах храму та навколо стін проведено археологічні розкопки під керівництвом кандидата архітектурних наук Юрія Лукомського. Як результат, виявлено нові поховання з північної сторони, зі східного боку знайдено металевий хрест ХІХ ст., також досліджено стан фундаментів споруди.

## Пам'ятки
- Церква святого Пантелеймона 1194 р.
- Рештки фундаменту монастиря Францисканців XVII ст.
- Дзвіниця церкви Святого Пантелеймона 1610 р.
- Пам'ятний знак на честь поселення у Святому Станіславі поляків 1930 р.

## Церква святого Пантелеймона
У селі збереглась унікальна пам'ятка давнини — церква святого Пантелеймона. Храм унікальний тим, що вважається найстарішим у Західній Україні. Як свідчать давні документи, вона побудована за часу існування Галицько-Волинського князівства, а саме 1200 р. (за іншими даними — 1194 р.).
Спочатку церква була православною, з другої половини XIV ст. стала католицьким костелом. 1575 р. сильно постраждала від татарського нападу. Зазнавала руйнувань 1676 р. від турецько війська, 1802 р. від пожежі та 1915 р. (під час I Світової війни) від артилерійського обстрілу. Церкву ремонтували 1926 р., західний фасад відновлено 1965 р. На стінах збереглися графіті й малюнки з княжих часів, а також кириличні написи з 1212 р. У споруді переплелися риси руської і романської архітектур. Біля церкви — дворище (1611 р.). Нині церква належить місцевій громаді УГКЦ.
Дослідженням стародавніх церков займався священик і археолог Лаврецький Лев.

## Галерея

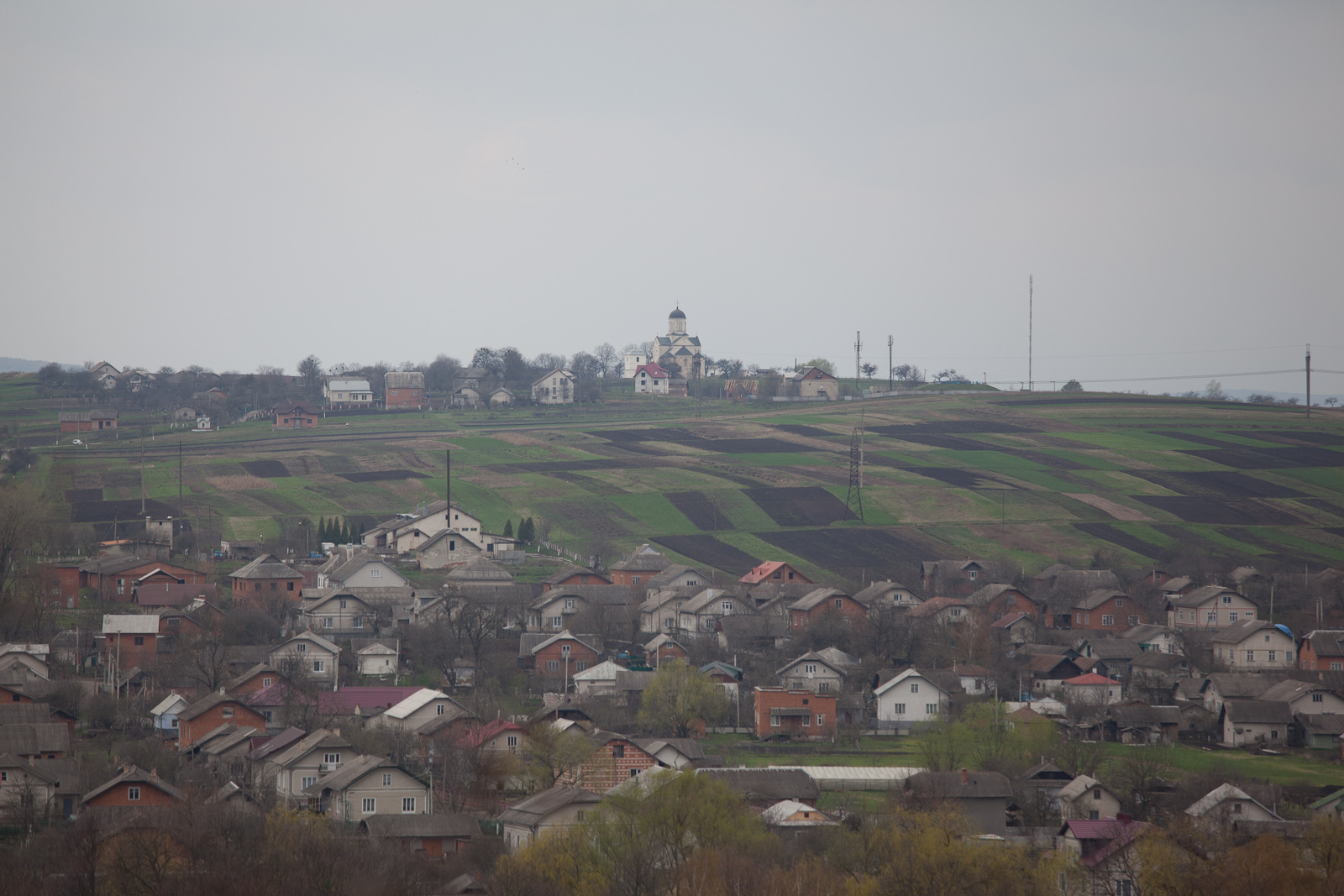
Вид на церкву і село від Галицького замку
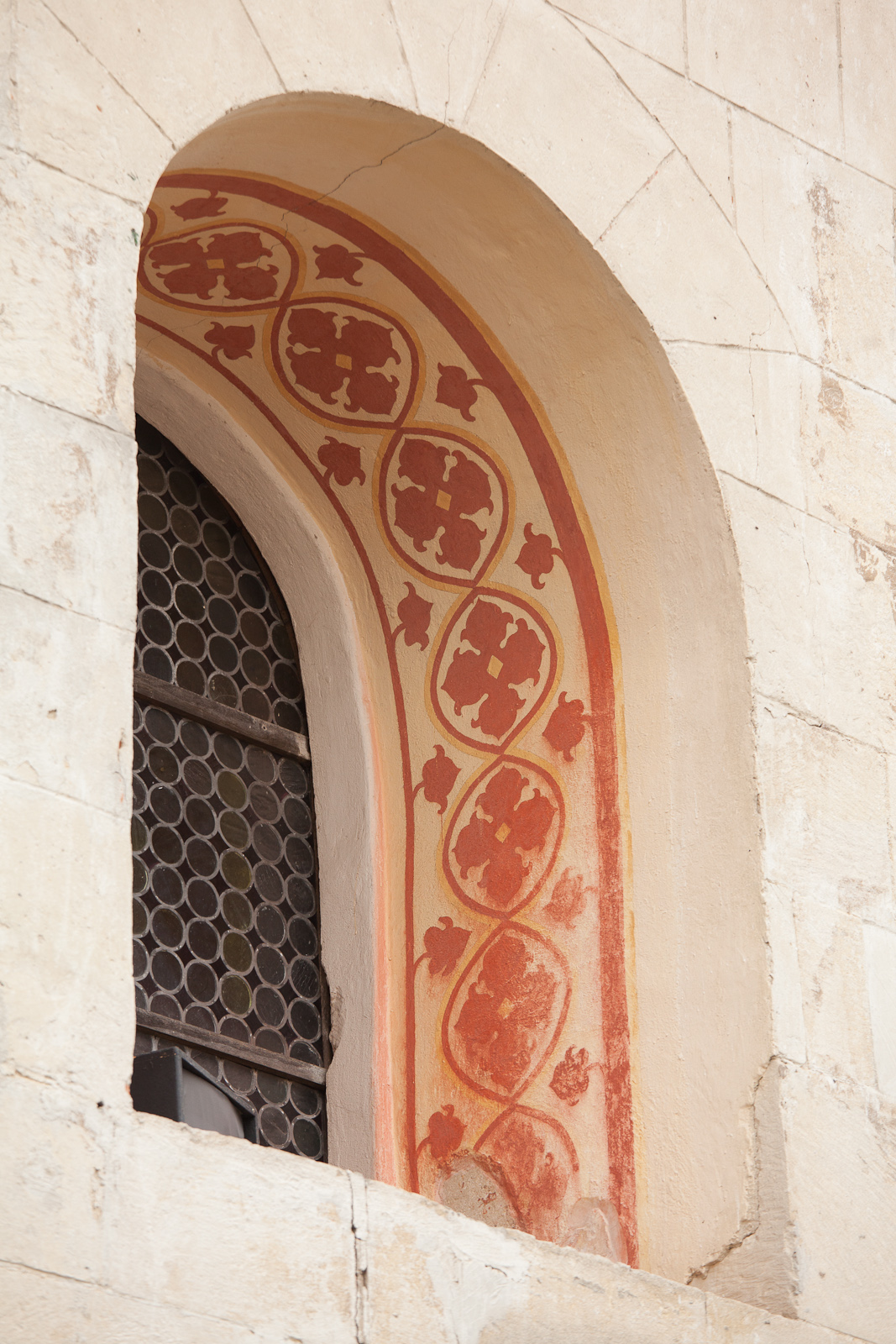
Візерунок на вікні
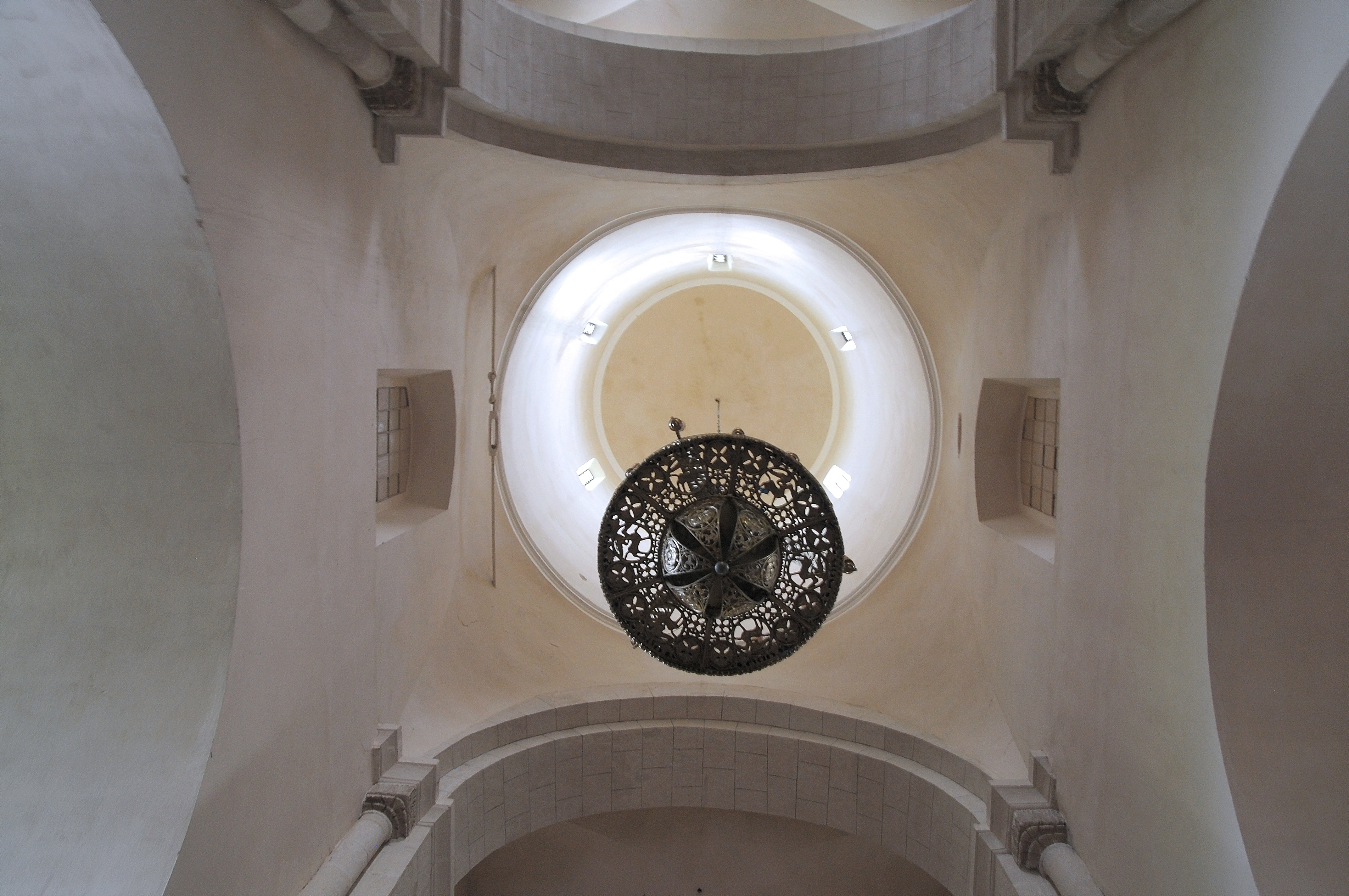
Склепіння
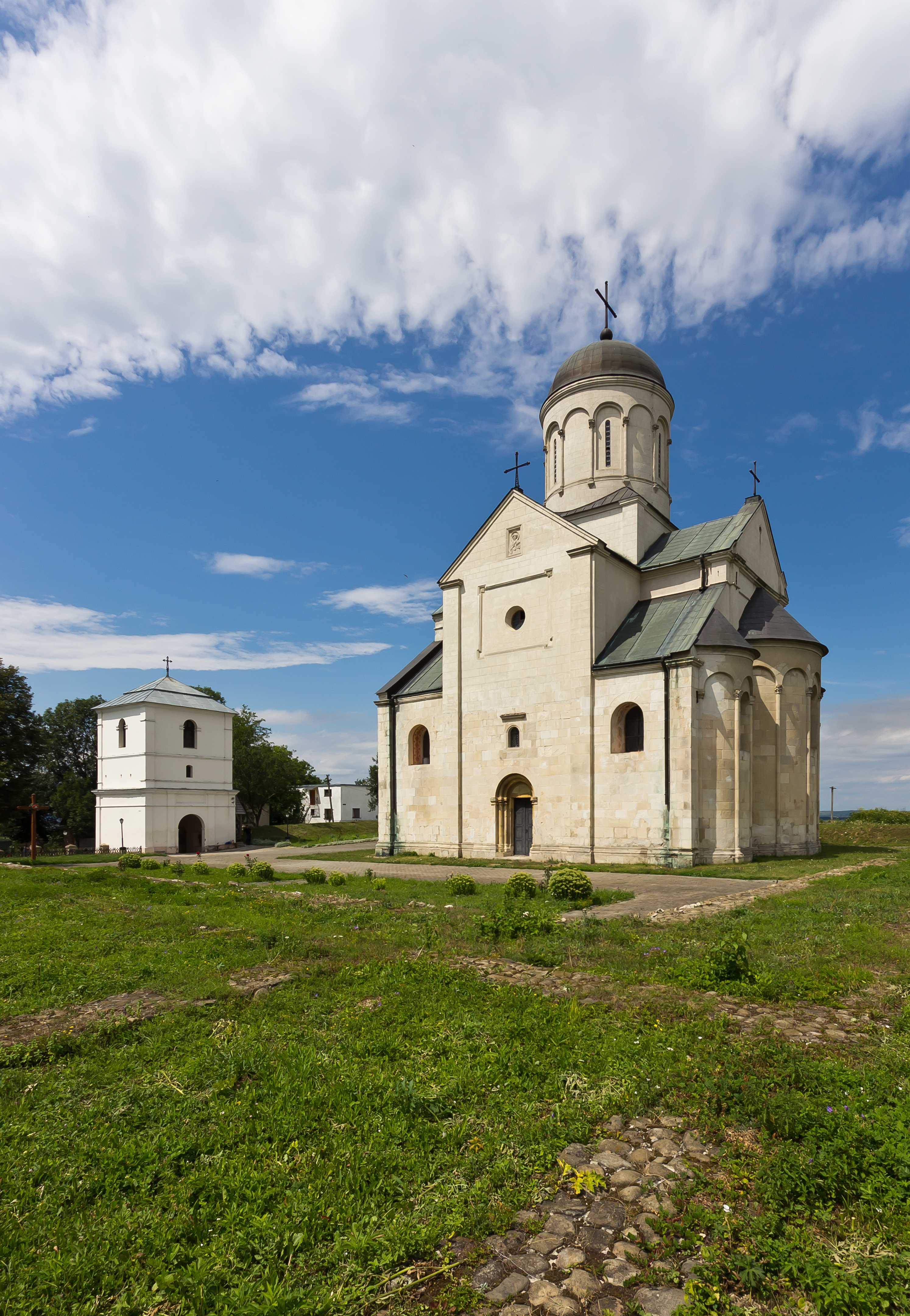
Церковний комплекс
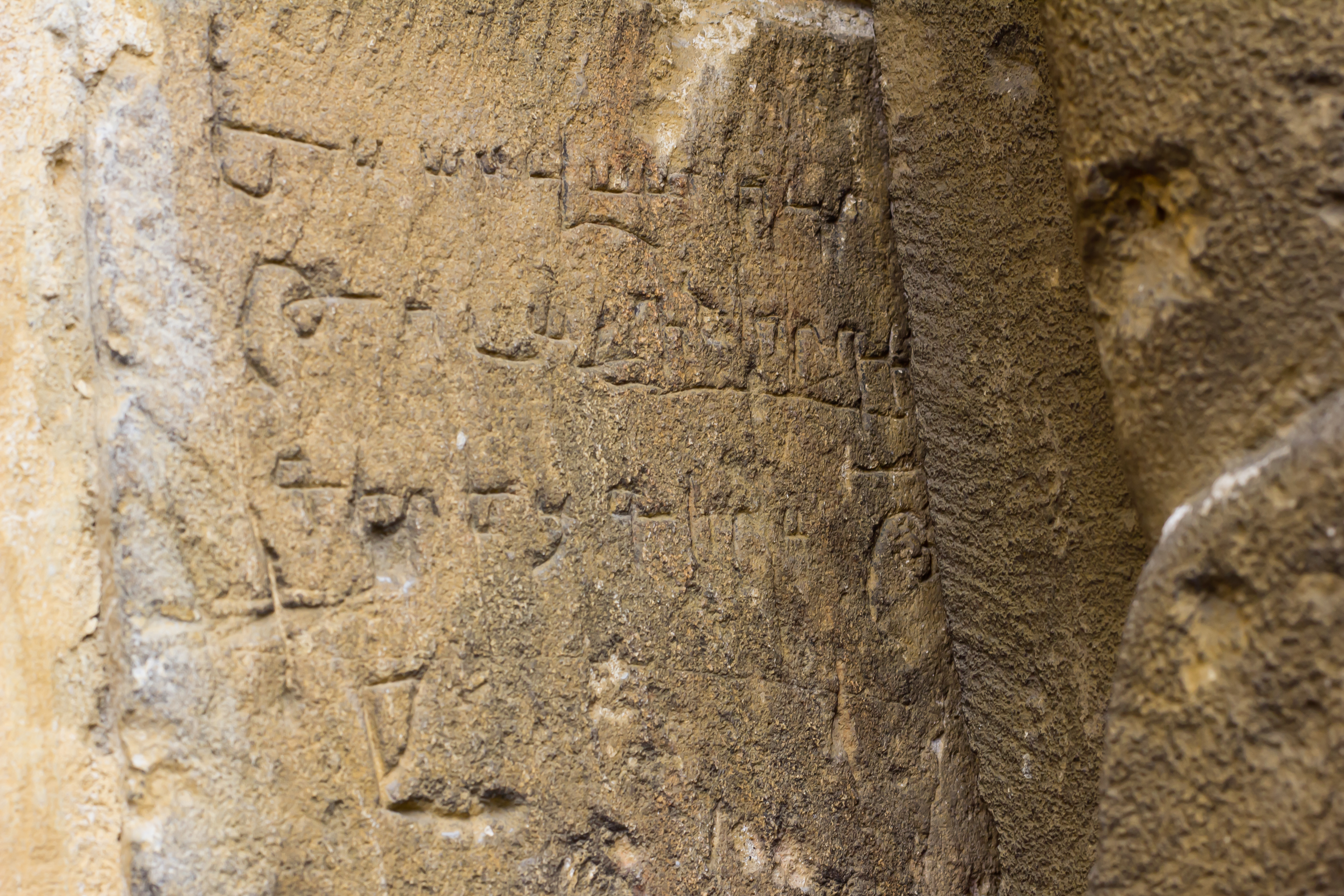
Письмена на стінах церкви
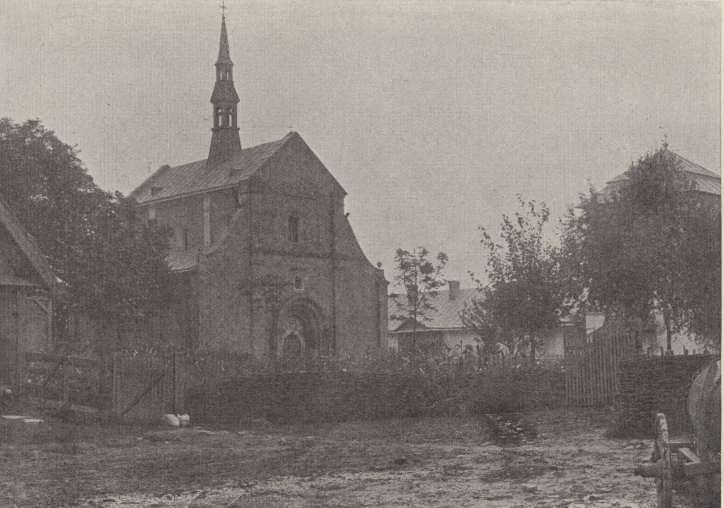
Церква Святого Пантелеймона в 1930 роках
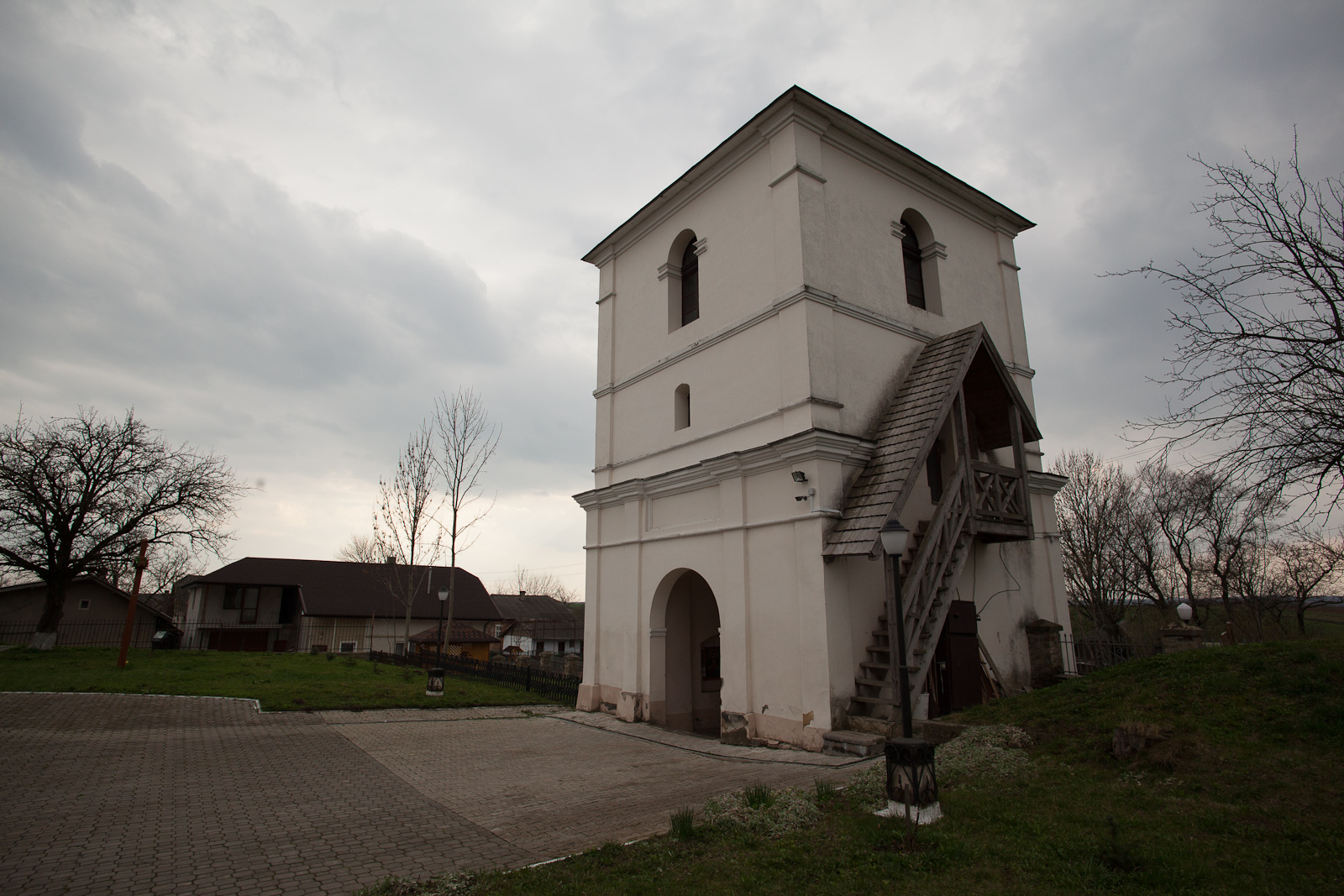
Дзвіниця церкви Святого Пантелеймона 1610 рік.